# Olympique Cycles
 (mars 2009).
Si vous disposez d'ouvrages ou d'articles de référence ou si vous connaissez des sites web de qualité traitant du thème abordé ici, merci de compléter l'article en donnant les références utiles à sa vérifiabilité et en les liant à la section « Notes et références ».
Olympique (ou Olympique Cycles) est une entreprise française de fabrication de cycles, dont le site de production est basé à Saint-Romain-le-Puy dans le département de la Loire. 

## Histoire
La marque voit le jour en 1924 à la suite des Jeux olympiques d'été de 1924 à Paris.
En 1986, Guy Carron en devient l'acquéreur et l'utilise à nouveau.
L'entreprise est spécialisée dans la fabrication de vélos pour enfants, de course, d'école de cyclisme, de cyclisme sur piste et de cyclo-cross.
Elle distribue la marque Tour de France en partenariat avec Amaury Sport Organisation